# Álvaro Recoba
Artikeln följer den spanska namnseden; faderns efternamn är Recoba och moderns efternamn Rivero.
Álvaro Alexander Recoba Rivero, Álvaro Recoba, född 17 mars 1976 i Montevideo, är en uruguayansk före detta fotbollsspelare. Han spelade flera år i Europa men avslutade 2009 sin europeiska proffskarriär och spelade därefter i sin moderklubb i hemlandet.

## Klubbkarriär

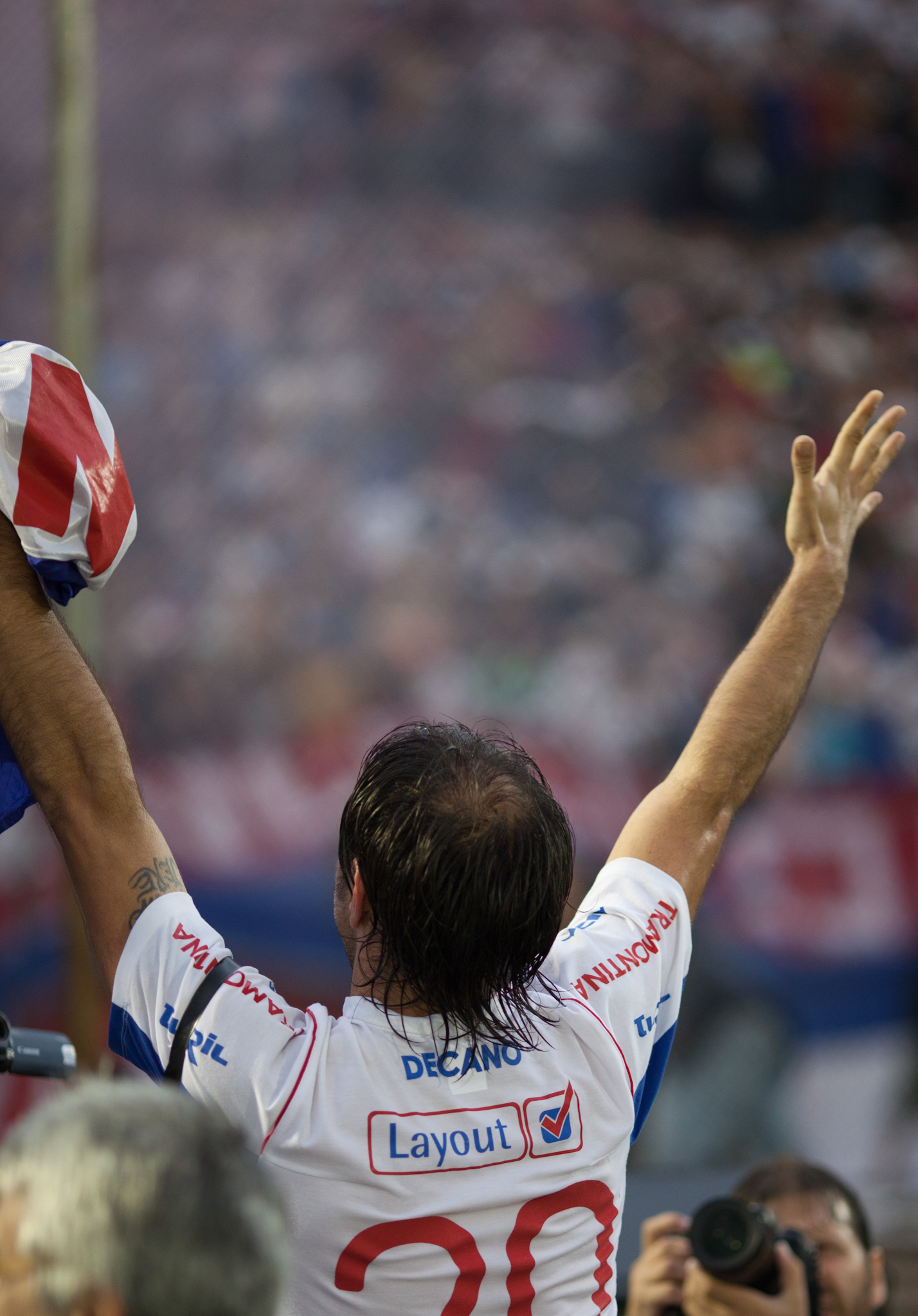
Recoba i Nacional.

### Tidig karriär
Rebocas fotbollskarriär började i lokala Danubio. Efter flera år i klubbens ungdomssystem fick han som sextonåring ta plats i seniorlaget. Här spelade han två säsonger innan han 1996 flyttade vidare till den nationella storklubben Nacional. Den följande säsongen blev han såld till Internazionale. 

### Internazionale
Recoba gjorde sin debut för Inter Milan den 31 augusti 1997, i en hemmamatch mot Brescia. I de sista tio minuterna av matchen gjorde han två mycket imponerande mål, och vände i och med detta ett underläge till en 2-1-seger för Inter. 

### Venezia
Efter att ha spelat för Inter i två säsonger lånades Recoba 1999 ut till Venezia, som vid denna tidpunkt kämpade för att undvika nedflyttning från Serie B. Recoba blev snabbt en nyckelspelare i laget, med 11 mål och 9 passningspoäng under 19 matcher. Hans bemödanden hjälpte Venezia att undfly degradering den säsongen. 

### Tillbaka i Inter
Efter mindre än en säsong i Venezia återvände Recoba till Inter. I januari 2001 förnyade han sitt kontrakt till den 30 juni 2006. Samma månad uppstod dock problematik, då Recobas pass visade sig vara förfalskat. Som en konsekvens av detta förlorade han det italienska medborgarskap han mottagit 1999. Han blev också straffad med ett ettårigt spelförbud, som efter överklagan blev reducerat till fyra månader.
16 mars 2007, i ett uttalande för den italienska televisionskanalen SKY Italia, avslöjade Recoba att han på grund av bristande speltid ville lämna Inter i slutet av säsongen. 31 augusti 2007 blev han utlånad till Italienska förstadivisionsklubben Torino FC, där han återförenades med Walter Novellino, hans förra tränare i Venezia.

### Torino
Recoba gjorde sin debut för Torino i en match mot Reggina, vilken slutade 2-2. Recoba gjorde sitt första mål för klubben i den följande matchen mot Palermo vilken även den slutade oavgjord. 19 december 2007 imponerade Recoba stort då han i Coppa Italia gjorde två mål i 3-1-segern över AS Roma. Han misslyckades dock med att landa en ordinarie plats i laget, och efter att hans kontrakt med Inter och lånekontraktet med Torino löpte ut den 30 juni 2008 stod Recoba utan klubblag. 

### Panionios
Den 5 september 2008 blev det bekräftat att Recoba har tecknat kontrakt med grekiska förstadivisionsklubben Panionios FC. 
Den 18 oktober 2008 gjorde Recoba sin debut för klubben i en match mot Aris FC, vilken slutade 2-1 för Panionios tack vare uruguayanens två målgivande passningar.
Den 27 december 2009 bestämde sig Álvaro Recoba för att avbryta sin proffskarriär och flytta hem till Uruguay.

### Danubio
Recoba fick förfrågan om han ville spela för sin gamla klubb innan han valde att lägga skorna på hyllan och avsluta sin karriär där han en gång i tiden hade börjat spela. Han spelade två säsonger för Danubio där han var en viktig kugge i spelmaskineriet.

### Klubbstatistik
| Klubb                                                 | Säsong            | Inhemsk liga      | Inhemsk liga | Inhemsk liga | Nat. täv. | Nat. täv. | Internat. täv. | Internat. täv. | Totalt | Totalt |
| Klubb                                                 | Säsong            | Serie             | SM           | Mål          | SM        | Mål       | SM             | Mål            | SM     | Mål    |
| ----------------------------------------------------- | ----------------- | ----------------- | ------------ | ------------ | --------- | --------- | -------------- | -------------- | ------ | ------ |
| Danubio                                               | 1993              | 1a División       | -0           | -0           | -0        | -0        | 0              | 0              | 0      | 0      |
| Danubio                                               | 1994              | 1a División       | 14           | 6            | 0         | 0         | 0              | 0              | 14     | 6      |
| Danubio                                               | 1995              | 1a División       | 20           | 5            | 0         | 0         | 0              | 0              | 20     | 5      |
| Danubio                                               | Totalt i klubblag | Totalt i klubblag | 34           | 11           | 0         | 0         | 0              | 0              | 34     | 11     |
| Nacional                                              | 1996              | 1a División       | 22           | 8            | 0         | 0         | 0              | 0              | 22     | 8      |
| Nacional                                              | 1997              | 1a División       | 11           | 9            | 0         | 0         | 0              | 0              | 11     | 9      |
| Nacional                                              | Totalt i klubblag | Totalt i klubblag | 33           | 17           | 0         | 0         | 0              | 0              | 33     | 17     |
| Internazionale                                        | 1997–98           | Serie A           | 8            | 3            | 5         | 2         | 6              | 0              | 19     | 5      |
| Internazionale                                        | 1998–99           | Serie A           | 1            | 0            | 1         | 0         | 2              | 0              | 4      | 0      |
| Internazionale                                        | 1999–00           | Serie A           | 27+1         | 10+0         | 6         | 0         | 0              | 0              | 34     | 10     |
| Internazionale                                        | 2000–01           | Serie A           | 29           | 8            | 3         | 2         | 1+8            | 0+5            | 41     | 15     |
| Internazionale                                        | 2001–02           | Serie A           | 18           | 6            | 0         | 0         | 4              | 0              | 22     | 6      |
| Internazionale                                        | 2002–03           | Serie A           | 27           | 9            | 1         | 0         | 14             | 3              | 42     | 12     |
| Internazionale                                        | 2003–04           | Serie A           | 19           | 8            | 3         | 0         | 3+4            | 1+2            | 29     | 11     |
| Internazionale                                        | 2004–05           | Serie A           | 13           | 3            | 4         | 2         | 5              | 1              | 22     | 6      |
| Internazionale                                        | 2005–06           | Serie A           | 20           | 5            | 3+1       | 0         | 7              | 1              | 31     | 6      |
| Internazionale                                        | 2006–07           | Serie A           | 13           | 1            | 3         | 0         | 2              | 0              | 18     | 1      |
| Internazionale                                        | Totalt i klubblag | Totalt i klubblag | 176          | 53           | 30        | 6         | 56             | 13             | 262    | 72     |
| Venezia (lån)                                         | 1998–99           | Serie A           | 19           | 11           | 0         | 0         | 0              | 0              | 19     | 11     |
| Venezia (lån)                                         | Totalt i klubblag | Totalt i klubblag | 19           | 11           | 0         | 0         | 0              | 0              | 19     | 11     |
| Torino (lån)                                          | 2007–08           | Serie A           | 22           | 1            | 2         | 2         | 0              | 0              | 24     | 3      |
| Torino (lån)                                          | Totalt i klubblag | Totalt i klubblag | 22           | 1            | 2         | 2         | 0              | 0              | 24     | 3      |
| Panionios                                             | 2008–09           | Superligan        | 16           | 5            | 2         | 1         | 0              | 0              | 18     | 6      |
| Panionios                                             | 2009–10           | Superligan        | 4            | 0            | 0         | 0         | 0              | 0              | 4      | 0      |
| Panionios                                             | Totalt i klubblag | Totalt i klubblag | 20           | 5            | 2         | 1         | 0              | 0              | 22     | 6      |
| Danubio                                               | 2009–10           | 1a División       | 13           | 5            | 0         | 0         | 0              | 0              | 13     | 5      |
| Danubio                                               | 2010–11           | 1a División       | 23           | 6            | 0         | 0         | 0              | 0              | 23     | 6      |
| Danubio                                               | Totalt i klubblag | Totalt i klubblag | 36           | 11           | 0         | 0         | 0              | 0              | 36     | 11     |
| Nacional                                              | 2011–12           | 1a División       | 18           | 5            | 0         | 0         | 0              | 0              | 18     | 5      |
| Nacional                                              | Totalt i klubblag | Totalt i klubblag | 18           | 5            | 0         | 0         | 0              | 0              | 18     | 5      |
| Antal matcher och mål är korrekt per den 3 juli, 2012 |                   |                   |              |              |           |           |                |                |        |        |

## Internationell karriär
Recoba debuterade i landslaget den 18 januari 1995 (18 år, 307 dagar gammal) i en vänskapsmatch mot Spanien, i La Coruña. Recoba blev uttagen i Uruguays spelartrupp för VM 2002. Hans enda mål i turneringen kom mot Senegal i Uruguays sista gruppspelsmatch, vilket dock inte var tillräckligt för att ta laget vidare från gruppspel då matchen slutade 3-3 och fick till följd att Uruguay eliminerades i första omgången.
I en kvalificeringsomgång för VM 2006 gjorde Recoba segermålet i en match mot Argentina. Denna vinst gjorde att Uruguay kvalificerade som det femte sydamerikanska laget i turneringen, och ledde dem fram till det sista interkontinentala slutspelet mot oceanska mästarna Australien, en match där Uruguay slogs ut på straffar. 
Recoba blev även uttagen att spela för Uruguay i Copa América 2007.

## Meriter
Inter
- Uefacupen: 1997/98
- Serie A: 2005/06, 2006/07
- Coppa Italia: 2004/05, 2007/06
- Supercoppa italiana: 2005, 2006

Nacional
- Liguilla Pre-Libertadores: 1996
- Primera División: 2011/12